# 平井海成
平井 海成（ひらい かいせい、1999年2月7日 - ）は、日本の元男子バレーボール選手である。

## 来歴
福岡県久留米市出身。
バレーボールを始めたのは高校1年生の途中からである。小学校までは水泳、中学では野球部に入っていて、祐誠高等学校入学後も最初は野球部に入っていた。しかし、入学式の日にバレーボール部の監督から声を掛けられた頃からバレーボールをしてみたい気持ちが大きくなり、バレーボール部への転部を決断した。練習に励むと日に日に成長し、当初から現在のポジションであるミドルブロッカーを任されていたが、2年になるとオポジットを任された。3年時の国民体育大会で腰の骨折を経験した。
2017年、中央大学に進学。2018年、AVCカップの日本代表に選出され、同大会に出場した。2019年、東日本大学選手権大会（東日本インカレ）でブロック賞を受賞した。2020年、V.LEAGUE DIVISION1(V1)に所属するJTサンダーズ広島の内定選手となった。
2021年、大学卒業後に、JTサンダーズ広島に入団した。入団1シーズン目の2021-22シーズン、リーグ戦に出場しVリーグデビューを果たした。
2025年3月、2024-25シーズン限りで広島サンダーズからの退部が発表された。6月5日に引退選手として公示。

## 人物
- 中央大学時代は上下関係が厳しい環境だったのもあり、JT広島と中央大学で3つ先輩で当時の主将だった武智洸史はとても怖かったと話している。武智がJT広島で平井を紹介したこともあり、平井も入団に至った。JT広島では中央大学時代とは違いとても優しいと話している[2]。

## 球歴
- 日本代表
  - AVCカップ - 2018年

## 所属チーム
- 祐誠高等学校（2014-2017年）
- 中央大学（2017-2021年）
- JTサンダーズ広島/広島サンダーズ（2021-2025年）

## 受賞歴
- 2019年 - 東日本大学選手権大会 ブロック賞